# Celastrina parvipuncta
Celastrina parvipuncta är en fjärilsart som beskrevs av Fuchs 1880. Celastrina parvipuncta ingår i släktet Celastrina och familjen juvelvingar. Inga underarter finns listade i Catalogue of Life.